# Promachus dimidiatus
Promachus dimidiatus är en tvåvingeart som beskrevs av Charles Howard Curran 1927. Promachus dimidiatus ingår i släktet Promachus och familjen rovflugor. Inga underarter finns listade i Catalogue of Life.